# Žiga Kous
Žiga Kous (Murska Sobota, 27 ottobre 1992) è un calciatore sloveno, centrocampista del Waldbach.

## Carriera

### Club
Ha giocato nella massima serie slovena.
Il 30 settembre 2021 segna, nella partita dei gironi di UEFA Europa Conference League contro il Tottenham, il primo gol di una squadra slovena nella competizione.

## Palmarès

### Club

#### Competizioni nazionali
- Supercoppa di Slovenia: 1

Domžale: 2011
- Coppa di Slovenia: 1

NŠ Mura: 2019-2020
- Campionato sloveno: 1

NS Mura: 2020-2021